# 維亞察亞峰
71°57′S 13°32′E / 71.950°S 13.533°E
維亞察亞峰（英語：Vyatskaya Peak）是南極洲的山峰，位於東部南極洲的毛德皇后地，屬於魏普雷希特山脈的一部分，是斯卡弗爾里門嶺的北部，海拔高度2,455米，該山峰由德國的探險隊發現。